# Таниока, Куми
Куми Таниока (яп. 谷岡 久美 Таниока Куми, 29 августа 1974, Хиросима, Япония) — японская пианистка, композитор, пишущая музыку для компьютерных игр. Наиболее известна по созданию саундтреков серии Final Fantasy Crystal Chronicles.

## Биография
Куми Таниока родилась в 1974 году в городе Хиросима. Уже в школе заинтересовалась музыкой, в детстве слушала много мелодий из компьютерных игр, поскольку её младший брат был заядлым геймером. Особенно ей нравилось творчество знаменитых игровых композиторов компании Square, таких как Хитоси Сакимото, Нобуо Уэмацу и Кэндзи Ито, а из классических музыкантов ей больше всего нравились Петр Палечны и Хироми Уэхара. После окончания школы Таниока поступила в Университет Кобе, где продолжила изучение музыки и присоединилась к хору. Изначально собиралась стать инструментальной исполнительницей, но в ходе обучения решила сделать карьеру именно как композитор, особенно её интересовали саундтреки к играм, неоднократно слышанные ещё с юных лет. Получив диплом о высшем образовании, в 1998 году сразу же устроилась на работу в Square.
Приобщилась к написанию музыки во время производства игры The Fallen Angels, где выступила помощницей Масаки Идзутани. В том же году стала участницей композиторского состава Chocobo's Dungeon 2, куда кроме неё вошли также Ясухиро Каваками, Цуёси Сэкито и Кэндзи Ито. Первый сольный саундтрек создала в 1999 году для стилизованной под настольную Dice de Chocobo. В течение двух следующих лет была задействована в двух отдельных друг от друга проектах. Во-первых, сочинила несколько треков для симулятора реслинга All Star Pro-Wrestling совместно Цуёси Сэкито и Кэнъитиро Фукуи, во-вторых, стала единоличным автором саундтрека стратегической ролевой игры Blue Wing Blitz. Мировая известность пришла к ней в 2002 году, когда девушку приняли в число трёх ведущих композиторов многопользовательской онлайн-игры Final Fantasy XI. По сравнению с двумя другими композиторами её вклад в создание мелодий незначителен, а выпущенные впоследствии дополнения разрабатывались вообще без её участия, однако на протяжении всего этого времени Таниока состояла в рок-группе The Star Onions, специализирующейся на исполнении песен из игры в изменённых гитарных аранжировках. На сегодняшний момент группой выпущены два полноценных альбома, Music from the Other Side of Vana’diel и Sanctuary .
По окончании работы над одиннадцатой частью «Последней фантазии» Куми Таниока вернулась к серии Chocobo и записала музыкальное сопровождение для игры Chocobo Land: A Game of Dice, которая по сути представляет собой ремейк Dice de Chocobo. Затем её пригласили стать главным композитором игры Final Fantasy Crystal Chronicles, проект растянулся на несколько лет, продолжившись в виде целой серии из схожих тематически игр, и практически во всех случаях Таниока принимала непосредственное участие. В период 2005—2006 годов сочиняла музыку для таких игр как Code Age Commanders: Tsugu Mono Tsuga Reru Mono, Code Age Brawls и Project Sylpheed, но с 2007 года окончательно переключилась на серию Crystal Chronicles и посвятила всё своё время исключительно ей, записав в общей сложности звуковые дорожки для пяти новых частей линейки. 28 февраля 2010 года объявила о своём уходе из Square Enix в связи с роспуском их производственной команды и присоединении к композиторской группе GE-ON-DAN, куда вошли многие уволившиеся сотрудники компании, в том числе Дзюнъя Накано. В 2011 году стала участницей и соосновательницей музыкальной группы Ringmasters.

## Музыкальный стиль и влияние

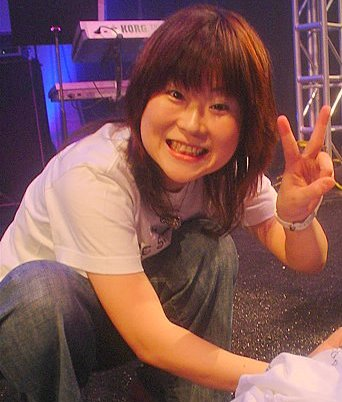
На концерте The Star Onions

Звучание Куми Таниоки легко узнаваемо, особенно по саундтрекам к серии Crystal Chronicles, где, по её словам, задействованы «древние инструменты». В композициях, как правило, широко используются инструменты средневековья и эпохи возрождения, всевозможные блокфлейты, крумхорны и лютни, что придаёт музыке несколько простонародный, крестьянский оттенок. Придуманную специально для серии концепцию «мировой музыки», не ограниченную рамками какой-либо страны или культуры, она стала разрабатывать сразу после ознакомления с игровым миром. В случае игры Final Fantasy Crystal Chronicles: Ring of Fates Таниока попыталась описать совершенно другой пейзаж, сохранив при этом атмосферу первоисточника. Несмотря на то что по профессии она является пианисткой и предпочитает сочинять либо на фортепиано, либо на синтезаторе, в композициях регулярно присутствуют разнообразные этнические инструменты, особенно их присутствие ощущается в Final Fantasy Crystal Chronicles: Echoes of Time. Любит импровизировать и для многих своих саундтреков сыграла клавишные партии самостоятельно без использования заранее подготовленных нотных листов. Признаётся, что любила слушать игру на пианино ещё с детства и этим обязана успешной композиторской карьере, подчёркивает влияние зарубежных музыкальных школ, например, индонезийской, ирландской и балийской.

## Дискография
- Chocobo’s Dungeon 2 (1998) — вместе с Ясухиро Каваками, Цуёси Сэкито и Кэндзи Ито
- Dice de Chocobo (1999)
- All Star Pro-Wrestling (2000) — вместе с Цуёси Сэкито и Кэнъитиро Фукуи
- Blue Wing Blitz (2001)
- Final Fantasy XI (2002) — вместе с Нобуо Уэмацу и Наоси Мидзутой
- Chocobo Land: A Game of Dice (2002)
- Final Fantasy Crystal Chronicles (2003) — вместе с Хидэнори Ивасаки
- Code Age Commanders: Tsugu Mono Tsuga Reru Mono (2005) — вместе с Ясухиро Яманакой
- Code Age Brawls (2006)
- Project Sylpheed (2006) — вместе с Дзюнъей Накано, Кэнъитиро Фукуи, Такахиро Ниси и Кэйго Одзаки
- Final Fantasy Crystal Chronicles: Ring of Fates (2007)
- Final Fantasy Fables: Chocobo's Dungeon (2008)
- Final Fantasy Crystal Chronicles: My Life as a King (2008)
- Final Fantasy Crystal Chronicles: Echoes of Time (2009)
- Final Fantasy Crystal Chronicles: My Life as a Darklord (2009)
- Final Fantasy Crystal Chronicles: The Crystal Bearers (2009) — вместе с Хидэнори Ивасаки и Рё Ямадзаки
- Mario Sports Mix (2010) — вместе с Масаёси Сокэном
- Minecraft (2021) — вместе с Леной Рейн